# Пасивний прибуток
Паси́вні дохо́ди — доходи, отримані у вигляді відсотків, дивідендів, страхових виплат і відшкодувань, а також роялті.